# 甲型冠狀病毒1型
甲型冠狀病毒1型（Alphacoronavirus 1）是甲型冠狀病毒屬的一個種，包括貓冠狀病毒、犬冠狀病毒與猪传染性胃肠炎病毒等病毒。這些病毒在演化的過程中可能發生了多次重組。2018年，有研究人員以刺突蛋白（S）的序列將本種分為兩大演化支，其中一支包含血清型I型的貓冠狀病毒與犬冠狀病毒，另一支則包含所有猪传染性胃肠炎病毒以及血清型II型的貓冠狀病毒與犬冠狀病毒。甲型冠狀病毒1型可能是甲型冠狀病毒2型（雪貂冠狀病毒與水鼬冠狀病毒）的姊妹群。